# Morné Nagel
Morné Nagel ( 23 de fevereiro de 1978) é um ex-velocista sul-africano, campeão mundial de atletismo no revezamento 4x100 m em Edmonton 2001. Na ocasião, a equipe sul-africana chegou em segundo lugar. Com a implicação do velocista Tim Montgomery, integrante do revezamento campeão norte americano, no caso BALCO, um escândalo de dopagem que afetou diversos atletas dos EUA em 2002, as medalhas de ouro do revezamento dos Estados Unidos foram confiscadas e repassadas ao time sul-africano composto por Nagel, Corné du Plessis, Lee-Roy Newton e Matthew Quinn.